# NGC 4314
NGC 4314 је спирална галаксија у сазвежђу Береникина коса која се налази на NGC листи објеката дубоког неба.
Деклинација објекта је + 29° 53' 45" а ректасцензија 12h 22m 31,8s. Привидна величина (магнитуда) објекта NGC 4314 износи 10,5 а фотографска магнитуда 11,4. Налази се на удаљености од 9,7000 милиона парсека од Сунца. NGC 4314 је још познат и под ознакама UGC 7443, MCG 5-29-75, CGCG 158-93, KUG 1220+301, IRAS 12200+3010, PGC 40097.